# 小行星7475
小行星7475（英語：7475 Kaizuka）是一颗围绕太阳公转的小行星。1992年10月28日，圓舘金、渡邊和郎在北见发现了此天体。
这颗小行星的绝对星等为321.07303等。